# Kapitalisierungszins
Der Kapitalisierungszins ist in der Betriebswirtschaftslehre und insbesondere in der Immobilien- und Unternehmensbewertung ein Zinssatz, mit dem künftig erwartete Erträge oder Gewinne abgezinst werden, um den gegenwärtigen Barwert oder Ertragswert ermitteln zu können.

## Allgemeines
Als Kapitalisierung wird allgemein die Berechnung des Bar- oder Ertragswertes eines Vermögensgegenstands (Erbbaurecht, Immobilie, Rente oder Unternehmen) aufgrund der künftig zu erwartenden Erträge oder Gewinne verstanden, die auf den Berechnungszeitpunkt abgezinst werden (kapitalisierter Ertragswert). Der Kapitalisierungszins gibt die Rendite einer hinsichtlich Fristigkeit, Finanzrisiko und Besteuerung vergleichbaren Alternativanlage wieder und gilt daher auch als Opportunitätskosten.

## Berechnung
Ausgangspunkt ist der Kapitalmarktzins {\displaystyle KM_{z}}, der sich aus einem risikofreien Zinssatz {\displaystyle r_{z}} und einer Risikoprämie {\displaystyle RP} zusammensetzt:
{\displaystyle KM_{z}=r_{z}+RP}.
Die Risikoprämie ist umso höher, je mehr Unsicherheit über die künftige Rentabilität des Vermögensgegenstands besteht.
Kapitalisierungszinssätze werden als Rechtsbegriff gesetzlich festgelegt. Das Bewertungsgesetz (BewG) nennt ihren Kehrwert „Vervielfältiger“. Nach § 36 Abs. 3 BewG ist bei Agrarflächen der Ertragswert das Achtzehnfache des Reinertrags, was einem Kapitalisierungszins von 5,5 % entspricht. Für Mietwohngrundstücke sind die Vervielfältiger in Anlage 3 BewG (zwischen 4,5 und 10,2) und Anlage 6 BewG für Geschäftsgrundstücke (zwischen 5,7 und 9,6) angegeben.
Kapitalisierungsvorschriften enthalten auch die §§ 28 ImmoWertV und § 29 ImmoWertV für das Ertragswertverfahren, wobei nach § 34 ImmoWertV der Kapitalisierung und der Abzinsung Barwertfaktoren auf der Grundlage der Restnutzungsdauer und des objektspezifisch angepassten Liegenschaftszinssatzes zugrunde zu legen sind. Dabei wird der Kapitalisierungsfaktor {\displaystyle KF} wie folgt ermittelt:
{\displaystyle KF={\frac {q^{n}-1}{q^{n}\cdot (q-1)}}}.
Hierin sind {\displaystyle n} die Restnutzungsdauer der Immobilie und {\displaystyle q} der Liegenschaftszinssatz {\displaystyle LZ}; für beide gilt {\displaystyle q=1+LZ}.
Der Gutachterausschuss ermittelt nach § 193 Abs. 5 Satz 2 Nr. 1 BauGB unter anderem Kapitalisierungszinssätze, mit denen die Verkehrswerte von Grundstücken im Durchschnitt marktüblich verzinst werden (Liegenschaftszinssätze).

## Beispiel
Wird aus einer Immobilie ein jährlicher Reinertrag von 25.000 Euro erzielt, so ergibt sich bei einem Kapitalisierungszins von 5 % ein Ertragswert von 500.000 Euro, Dieser Ertragswert kann sowohl als Verhandlungsbasis für den Kaufpreis der Immobilie als auch bei deren Beleihung durch Kreditinstitute als Beleihungswert zugrunde gelegt werden.